# Церковь Святого Духа (Минск)
Церковь Святого Духа — белорусский униатский храм (позднее православный) в Минске, построенный в XVII веке.
Находилась на Высоком Рынке и являлась доминантой комплекса мужского и женского греко-католических монастырей базилиан. В здании церкви сочетались черты готики и северного ренессанса. Главный фасад был украшен нишами, расписанными фресками с изображениями святых.
В 1936 году церковь была взорвана; уцелели лишь фундамент и склепы с останками основателей церкви. Воссоздана в 2009—2011 годах в том виде, который имела до перестроек 1840-х годов.

## История
Точное время строительства не установлено. Некоторые исследователи полагают, что каменный храм Святого Духа был построен приблизительно в 1616 году. Однако есть также мнение, что строительство происходило позднее — в 1630-е или 1640-е годы.
Изначально храм был униатским, но после третьего раздела Польши (1795) был передан православной церкви, и с тех пор стал называться Петропавловский собор. После объединения униатов с православной церковью (1839) в собор была возвращена православная святыня — Минская икона Божией Матери.
В 1835 году случился пожар, после которого церковь значительно перестроили. В 1893 г. облик здания был искажён до неузнаваемости путём добавления шатровой колокольни и пяти луковичных глав. У парадного входа в церковь 27 января 1906 года Иван Пулихов совершил неудачное покушение на минского губернатора Павла Курлова.
В 1930 году собор был закрыт и передан организации по сбору зерна. В том же году был запрещен колокольный звон в городе. В 1936 году храм был взорван. На месте церкви был устроен зверинец.
В 2009 году началось воссоздание здания церкви по проекту архитектора Сергея Багласова. Строительство окончено осенью 2011 года. В отстроенном храме располагается детская филармония. В подвальном этаже сохранились элементы фундамента старой церкви.